# Clare College
O Clare College é uma faculdade constituinte da Universidade de Cambridge em Cambridge, Inglaterra. Foi fundado em 1326, sendo o segundo mais antigo college ainda existente da universidade, após o Peterhouse. O Clare é famoso pelo coro da capela e por seus jardins no "the Backs" (a parte de trás do college com uma vista para o rio Cam). O atual Master é Tony Badger.
O Clare College é consistentemente uma das faculdades de Cambridge mais populares entre potenciais candidatos. A partir de 2012, tinha uma dotação financeira de cerca de £ 65 milhões.

## História
A faculdade foi fundada em 1326 pelo Chanceler da universidade, Richard Badew, e originalmente foi nomeada "University Hall". Proporcionando manutenção para apenas dois colegas, logo atingiu dificuldades financeiras. Em 1338, a faculdade foi refundada como "Clare Hall" por uma doação de Elizabeth de Clare, uma neta de Eduardo I da Inglaterra, que forneceu vinte companheiros e dez estudantes. A faculdade era conhecida como Clare Hall até 1856, quando mudou seu nome para "Clare College". Uma nova "Clare Hall" foi fundada pelo Clare College como uma instituição exclusivamente de pós-graduação em 1966.

## Ex-alunos famosos ou notáveis

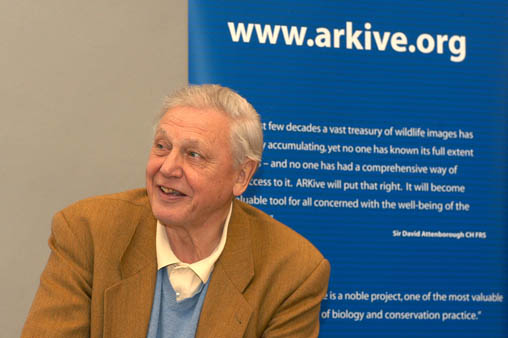
David Attenborough
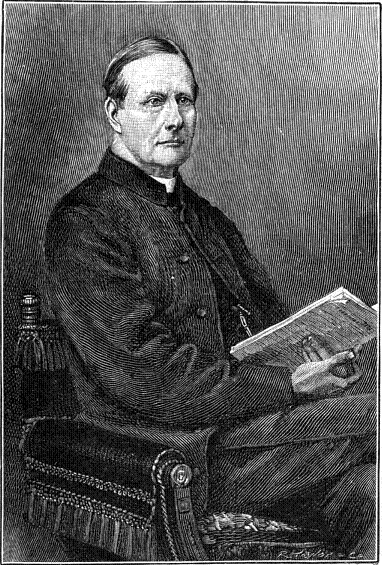
Sabine Baring-Gould
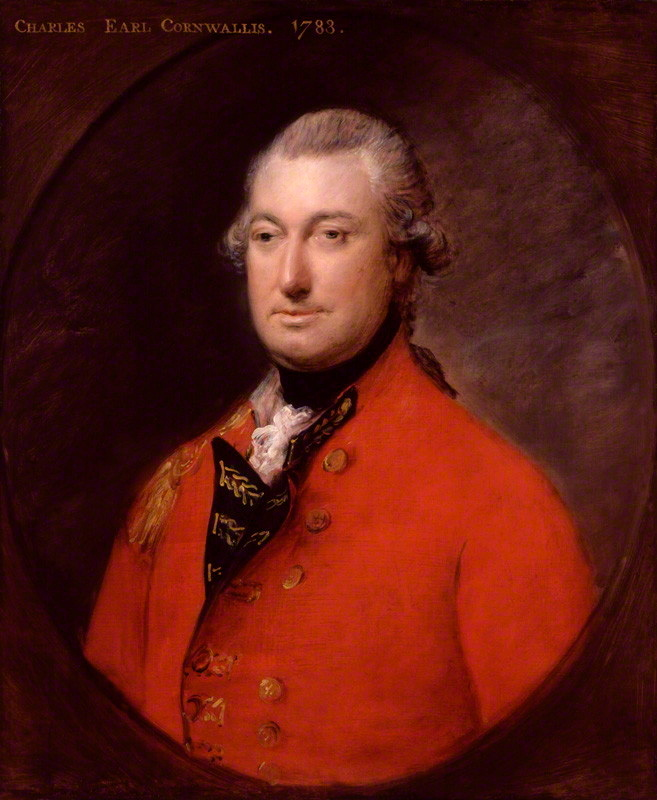
Charles Cornwallis
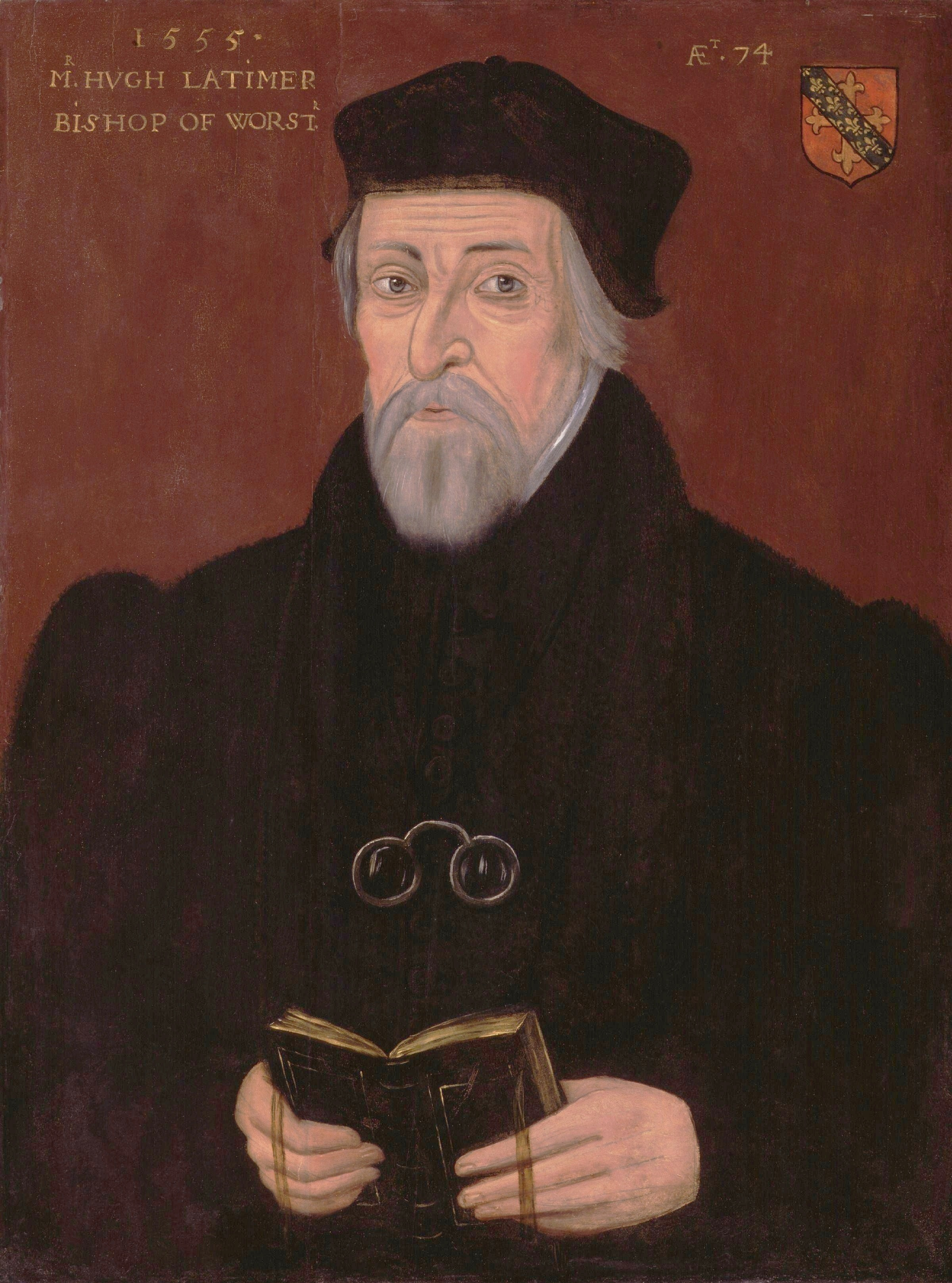
Hugh Latimer
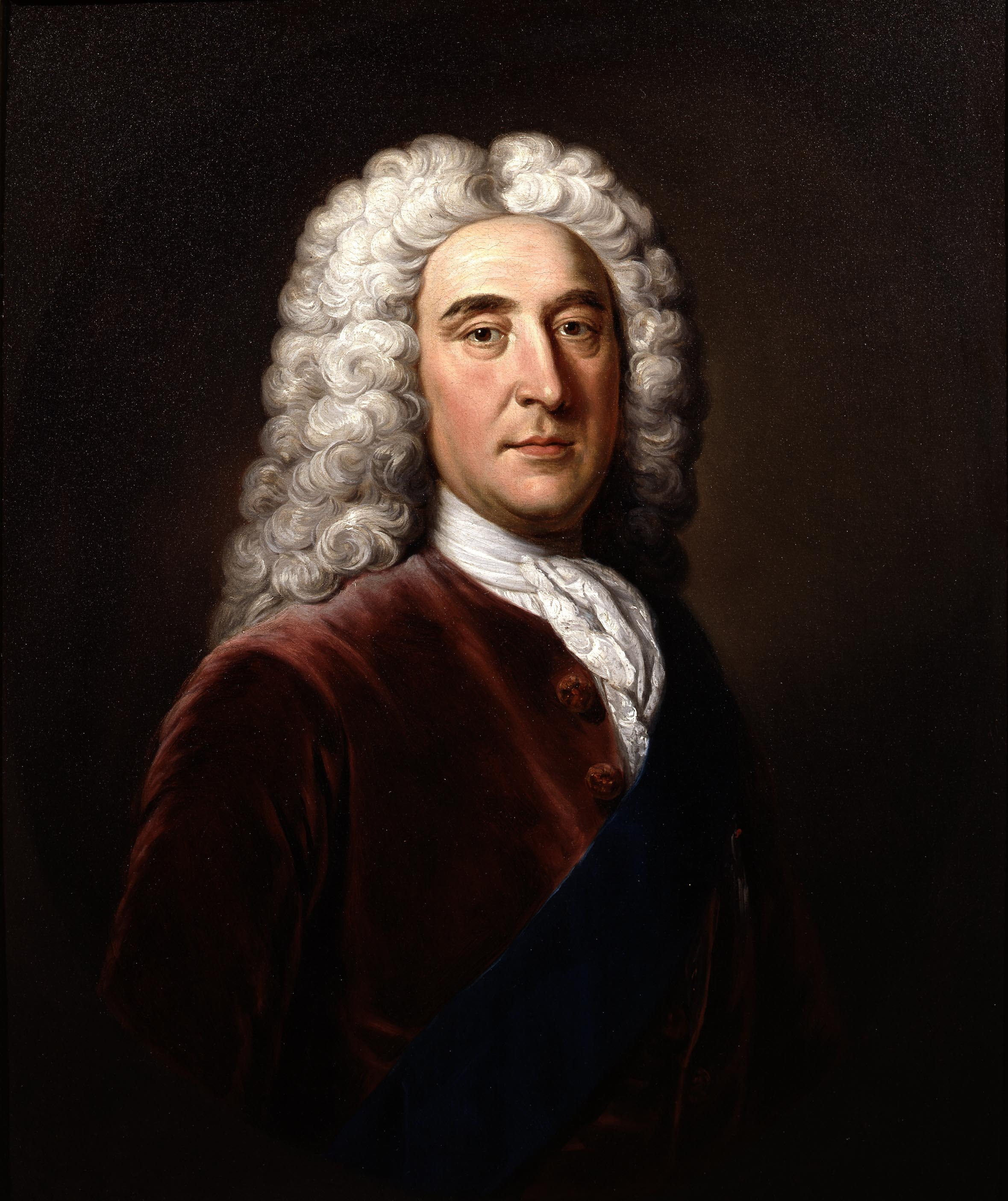
Thomas Pelham-Holles, 1.º Duque de Newcastle-upon-Tyne
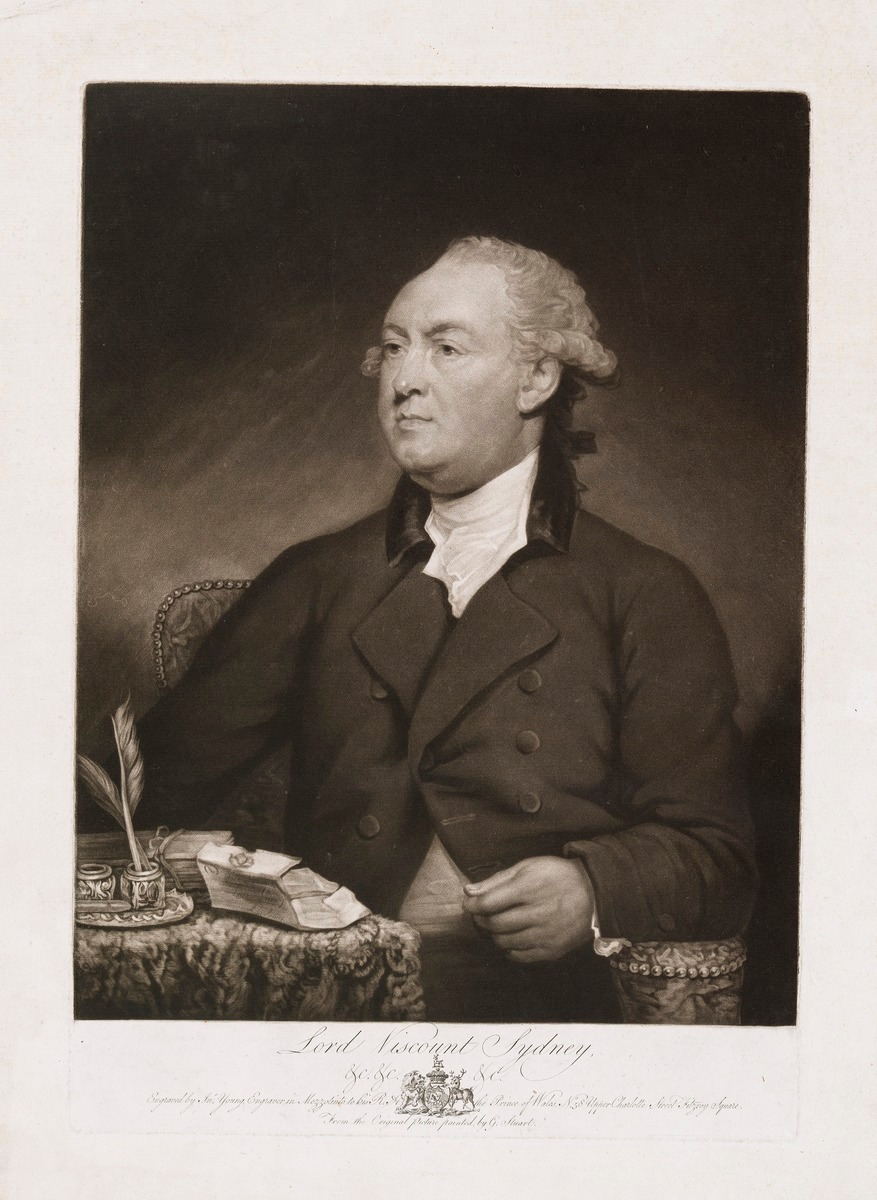
Thomas Townshend
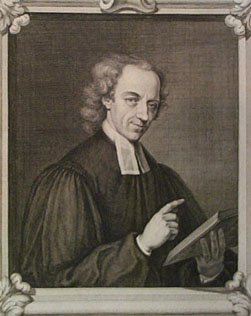
William Whiston
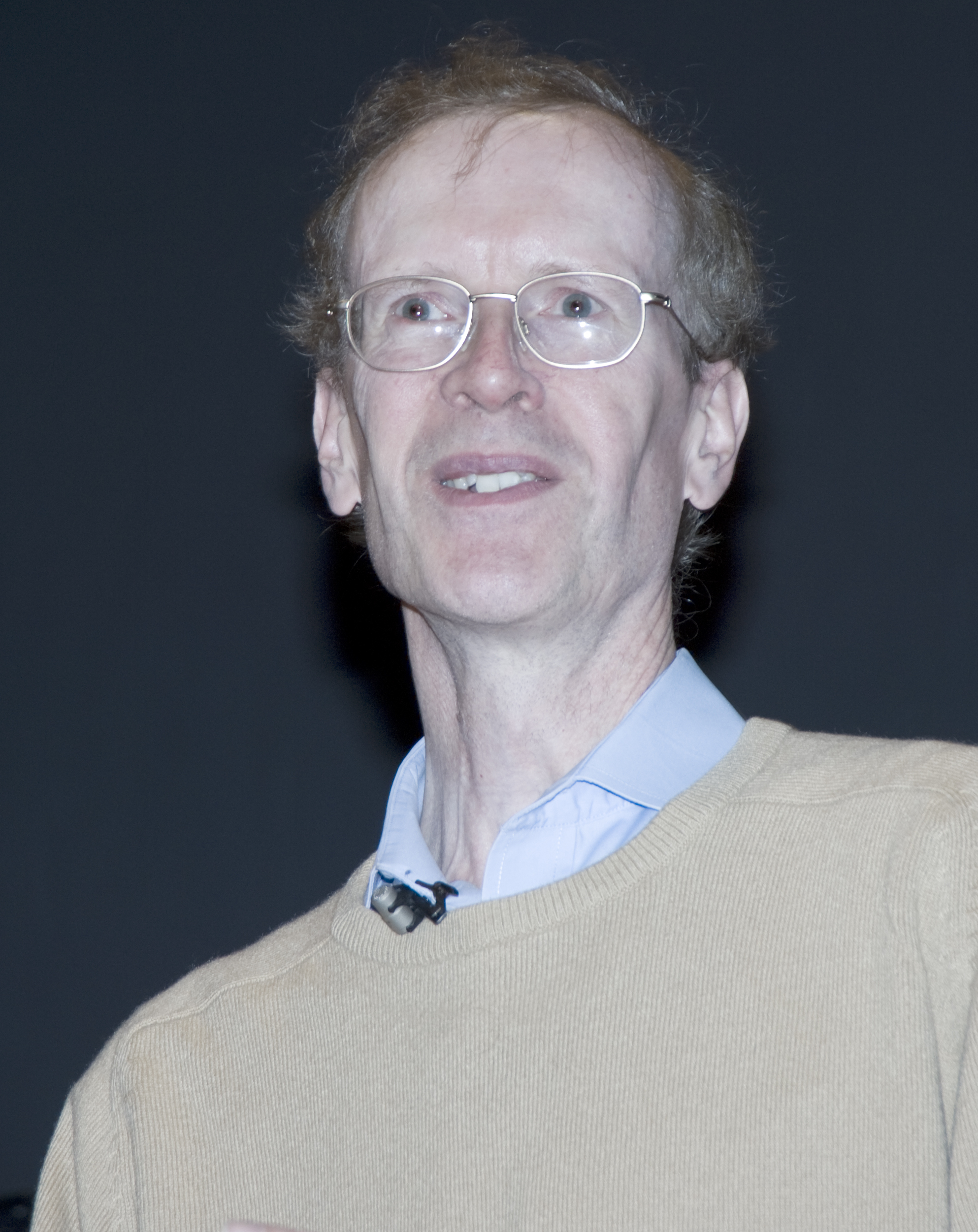
Andrew Wiles
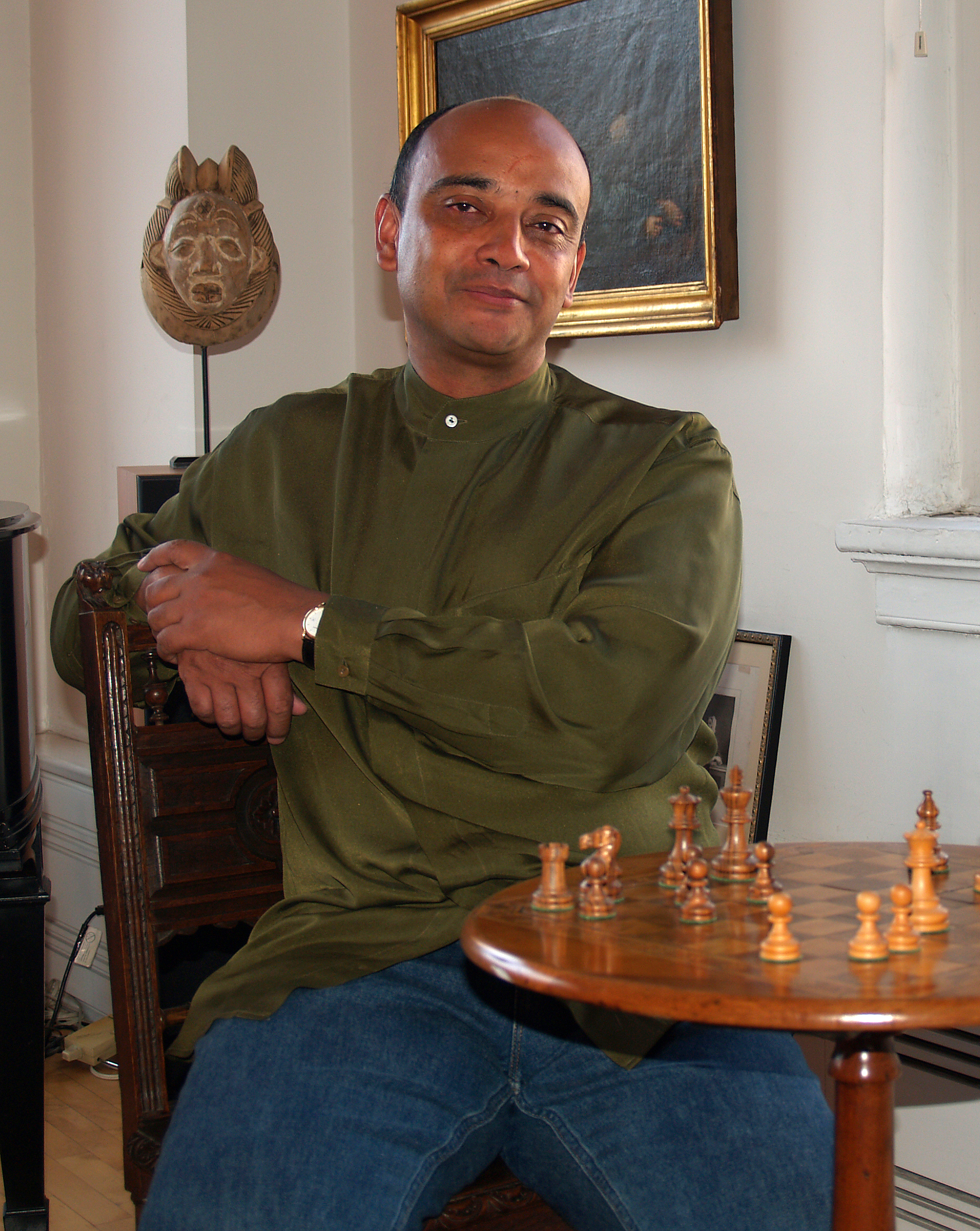
Kwame Anthony Appiah
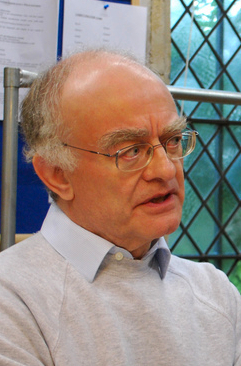
John Rutter